# Nancy Lyons
Nancy Lyons (n. 12 aprilie 1930) este o înotătoare ce a reprezentat Australia, medaliată olimpică. A participat la 2 ediții ale Jocurilor Olimpice (1948, 1952) în care a câștigat două medalii de argint.